# Gunflint Chert

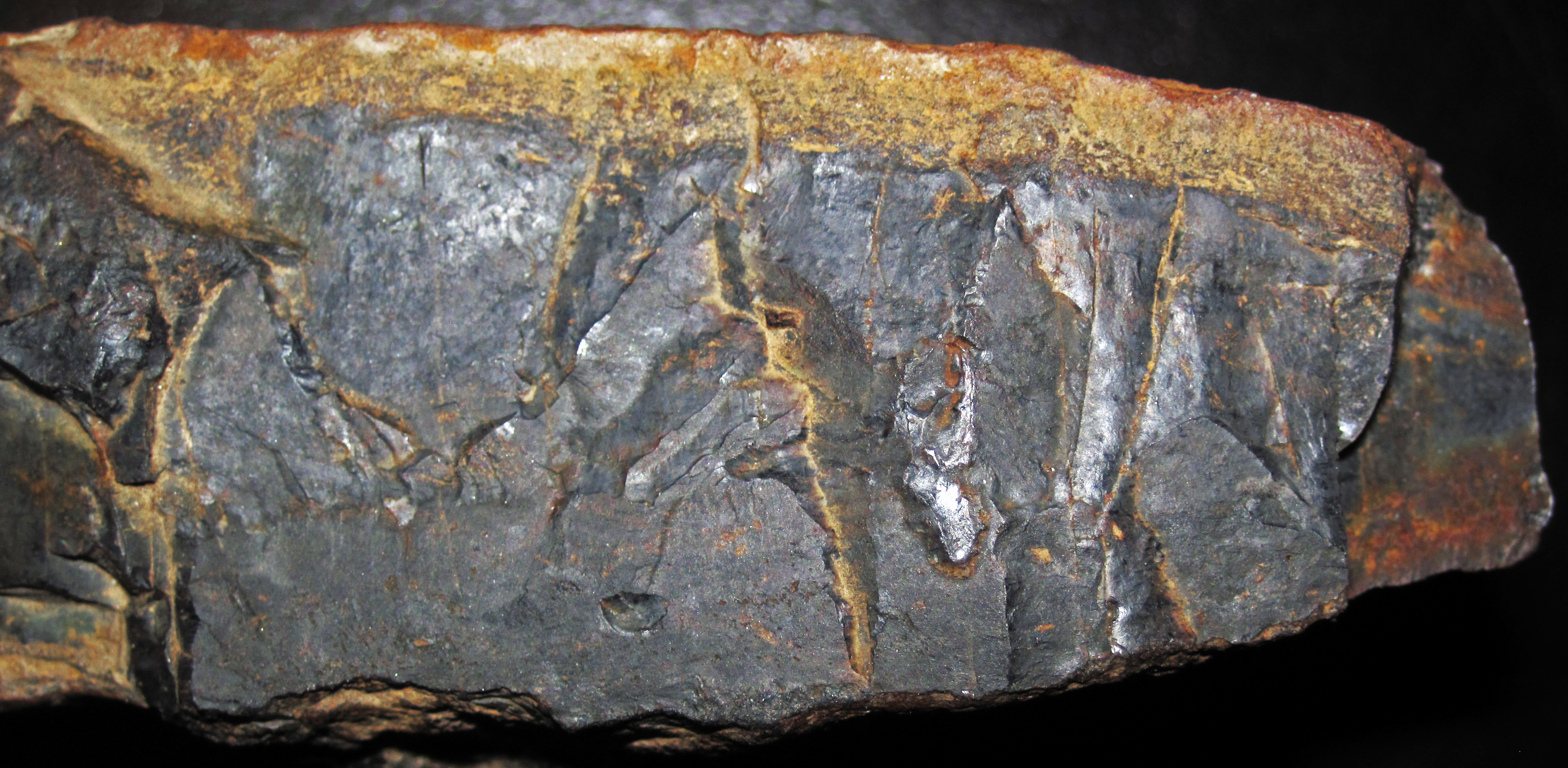
Een monster uit een donkere vuursteenlaag van de Gunflint Chert in de omgeving van Port Arthur (Ontario, Canada).

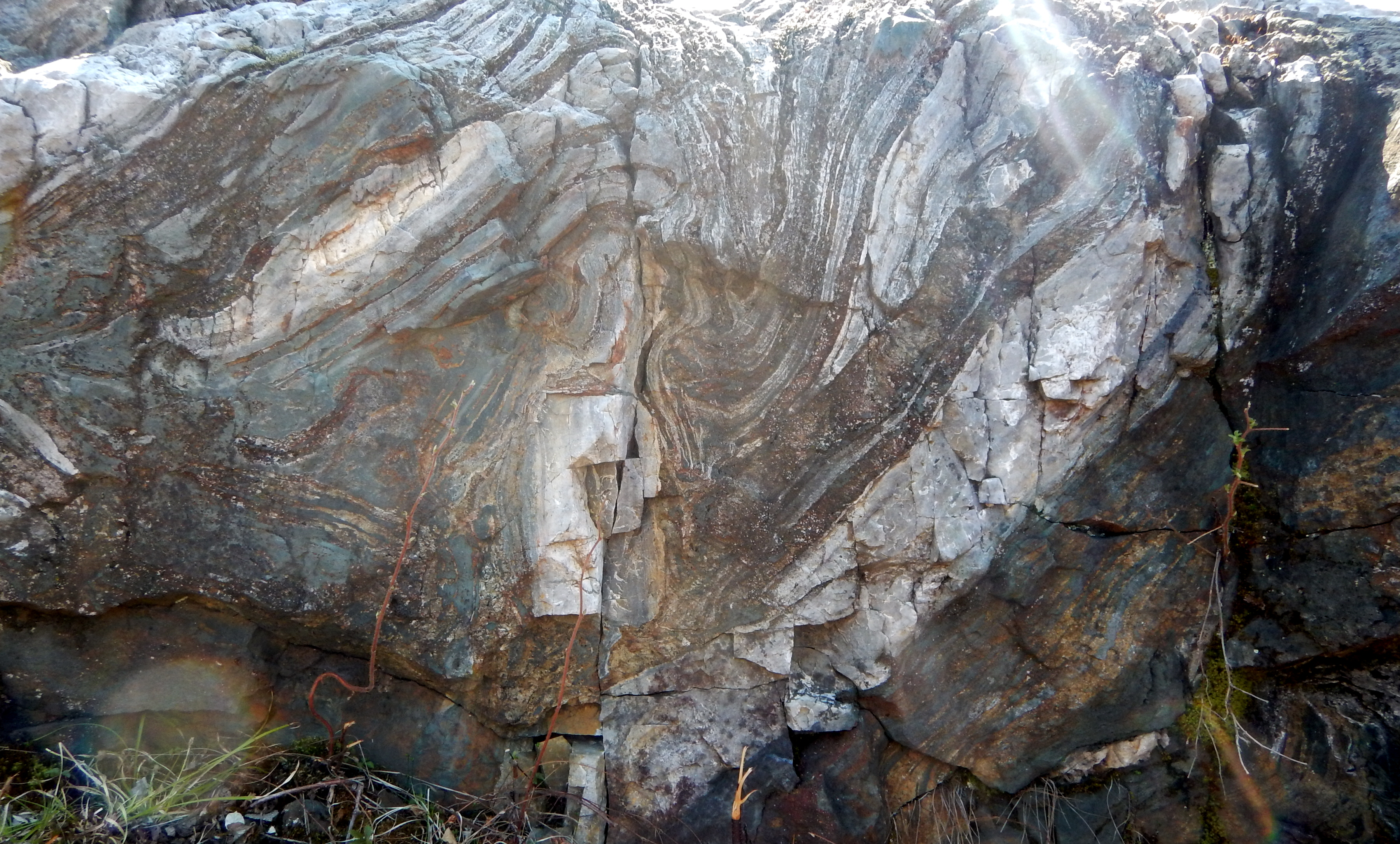
Chaotisch geplooide lagen van de Sudburyinslag boven de top van de Gunflint Chert. De plooien werden gevormd toen het sediment nog zacht was. De Sudburyinslag werd veroorzaakt door de tsunami en schokgolven na de inslag van een grote meteoriet.

De Gunflint Chert of Gunflint Formation is een ongeveer 1.9 miljard jaar oude geologische formatie uit het Paleoproterozoïcum in het grensgebied tussen Ontario (Canada) en Minnesota (VS), ten westen en noordwesten van het Bovenmeer (Lake Superior). De Gunflint Chert is een banded iron formation (BIF) die bestaat uit sterk gelaagde, tot vuursteen ("chert") verharde modder. De formatie heeft een ondiep mariene facies en is onderdeel van de Animikie Group. De Gunflint Chert is bekend als vindplaats van microfossielen van primitieve prokaryoten. Het was een van de eerste plekken waar fossiele levensvormen uit het Precambrium werden ontdekt.

## Geologie en stratigrafie
De Gunflint Formation is onderdeel van de Animikie Group, afgezet in een sedimentair bekken langs de zuidelijke rand van de Superior Province van het Noord-Amerikaans Kraton. De precieze tektonische aard van het bekken is omstreden. Het kan een voorlandbekken zijn geweest, of een achterboogbekken dat geleidelijk in een voorlandbekken veranderde. De sedimentaire facies in het bekken wisselt van bentisch tot dieper marien langs een continentale marge. De Gunflint Chert bestaat uit lagen die afwisselend in zeer ondiep tot dieper zeewater werden afgezet. De formatie kan in vier leden worden onderverdeeld: een basisvuursteen- (Base Cherty), een basisschalie- (Base Shaly), een topvuursteen- (Top Cherty) en een topschalielid (Top Shaly). Aan de top komt een intens gedeformeerde laag voor. De plooien en breccies in deze laag werden gevormd door de Sudburyinslag, waarvan de krater 700 km oostelijker in Ontario is gevonden. Deze laag wordt niet meer tot de Gunflint Formation gerekend. Bovenop de Sudburyinslaglaag liggen siltsteen en schalie van de Rove Formation, die tot dezelfde groep behoort.
Gesteente van de Animikie Group heeft een opmerkelijk lage graad van metamorfose ondergaan, variërend tussen prehniet-pumpellyietfacies en lagere groenschistfacies. Daarom zijn veel primaire sedimentaire structuren, waaronder microfossielen, ondanks de hoge ouderdom goed bewaard gebleven. 
De Gunflint Formation bestaat uit fijne, afwisselend rode, zwarte en groene lagen. De donkere lagen bestaan uit "chert": cryptokristallijn silica. Deels is dit een gesilicificeerd mengsel van modder met organisch slijm, dat door de micro-organismen werd geproduceerd ter bescherming tegen schadelijke UV-straling. De donkere lagen lijken op leisteenlagen en bevatten soms pyriet. De rode lagen bevatten ijzer(III)oxide (hematiet). Het kleurverschil werd veroorzaakt door een afwisseling tussen respectievelijk zuurstofrijke (rood) en anoxische (zwart) omstandigheden. Er zijn lagen met stromatolieten en oncoïden. Enkele lagen bevatten kalk. De stromatolieten zijn van verschillende vormen en groottes.
Dankzij het voorkomen van vulkanische tufsteenlaagjes was het mogelijk de Gunflint Chert te dateren. In deze laagjes komen zirkonen voor die geschikt zijn voor uranium-looddatering. Een laagje bij de top van de formatie gaf als ouderdom 1878 ± 2 miljoen jaar.
Zoals veel banded iron formations is de Gunflint Chert een bron van economisch winbare ijzererts. Op veel plekken waar de formatie aan het oppervlak ligt wordt de erts gewonnen in ijzermijnen van het dagbouwtype.

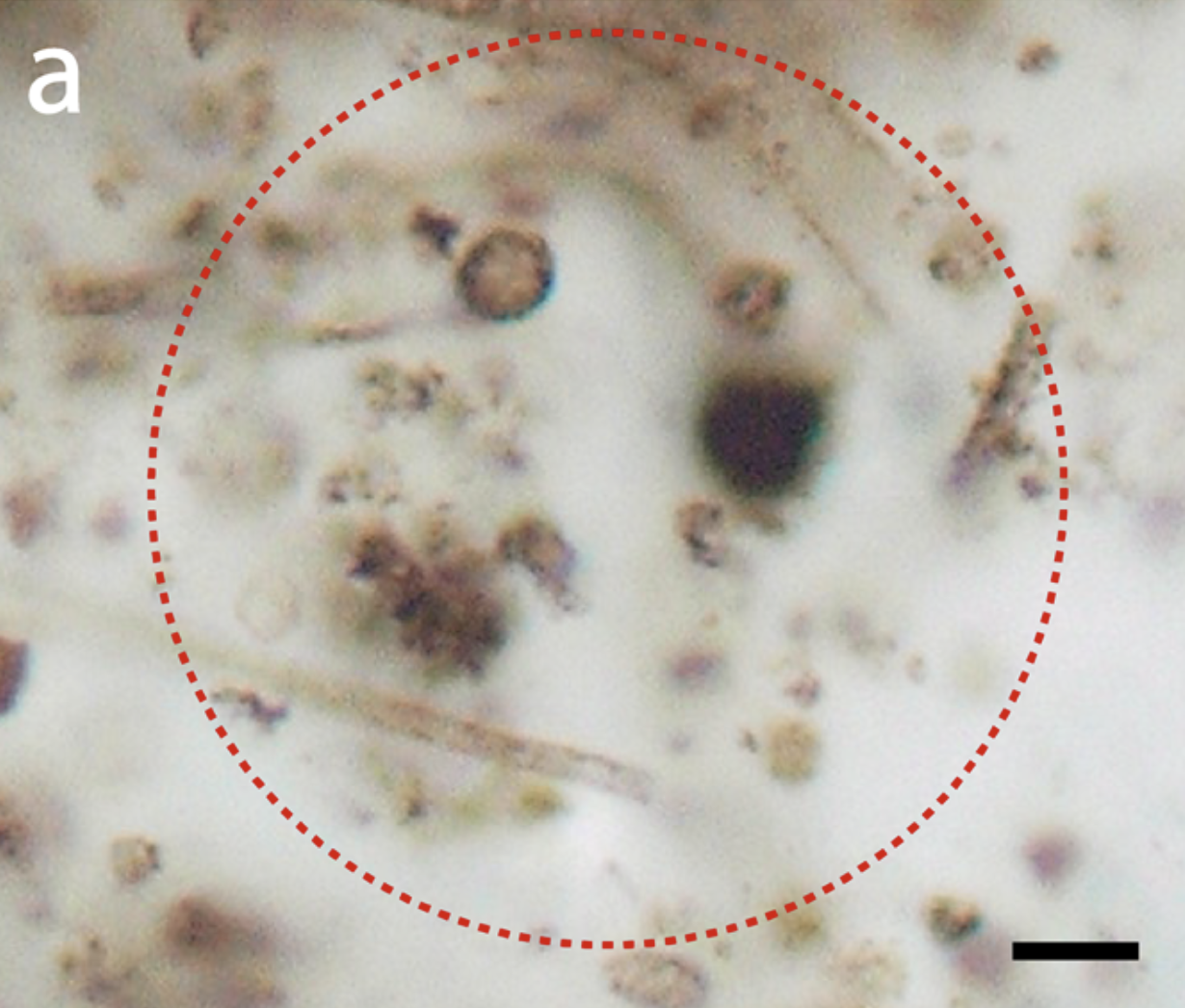
Een monster uit de Gunflint Chert onder de microscoop, met daarin filamenten ("draden") van Gunflintia. De maatbalk is 5 μm lang.

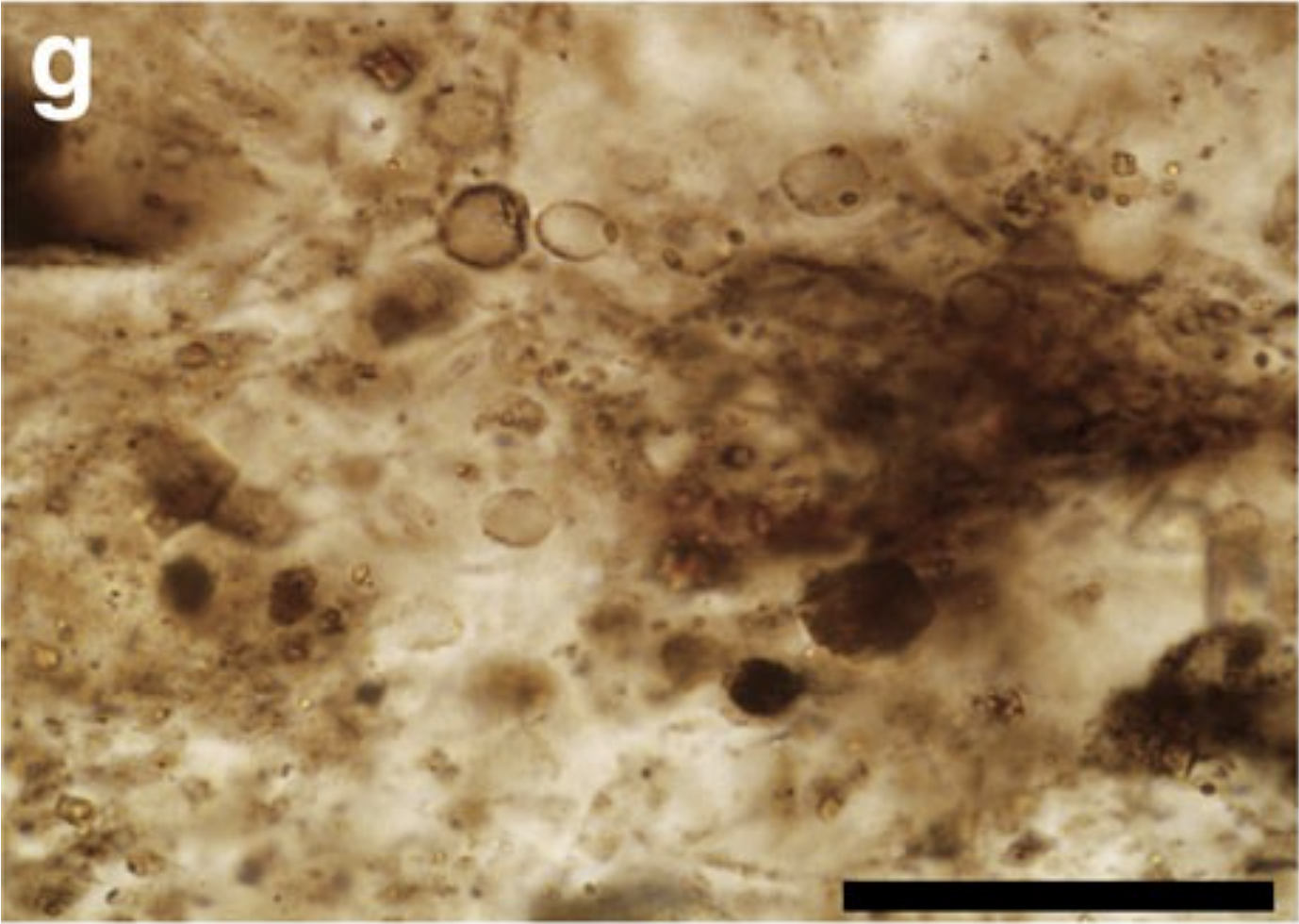
Bolvormige microfossielen in een monster uit de Gunflint Chert. De schaalbalk is 50 μm lang. De fossielen zijn door permineralisatie met silica ondanks de hoge ouderdom van 1,8 miljard jaar goed bewaard gebleven. De celwand is dik en daarom duidelijk zichtbaar.

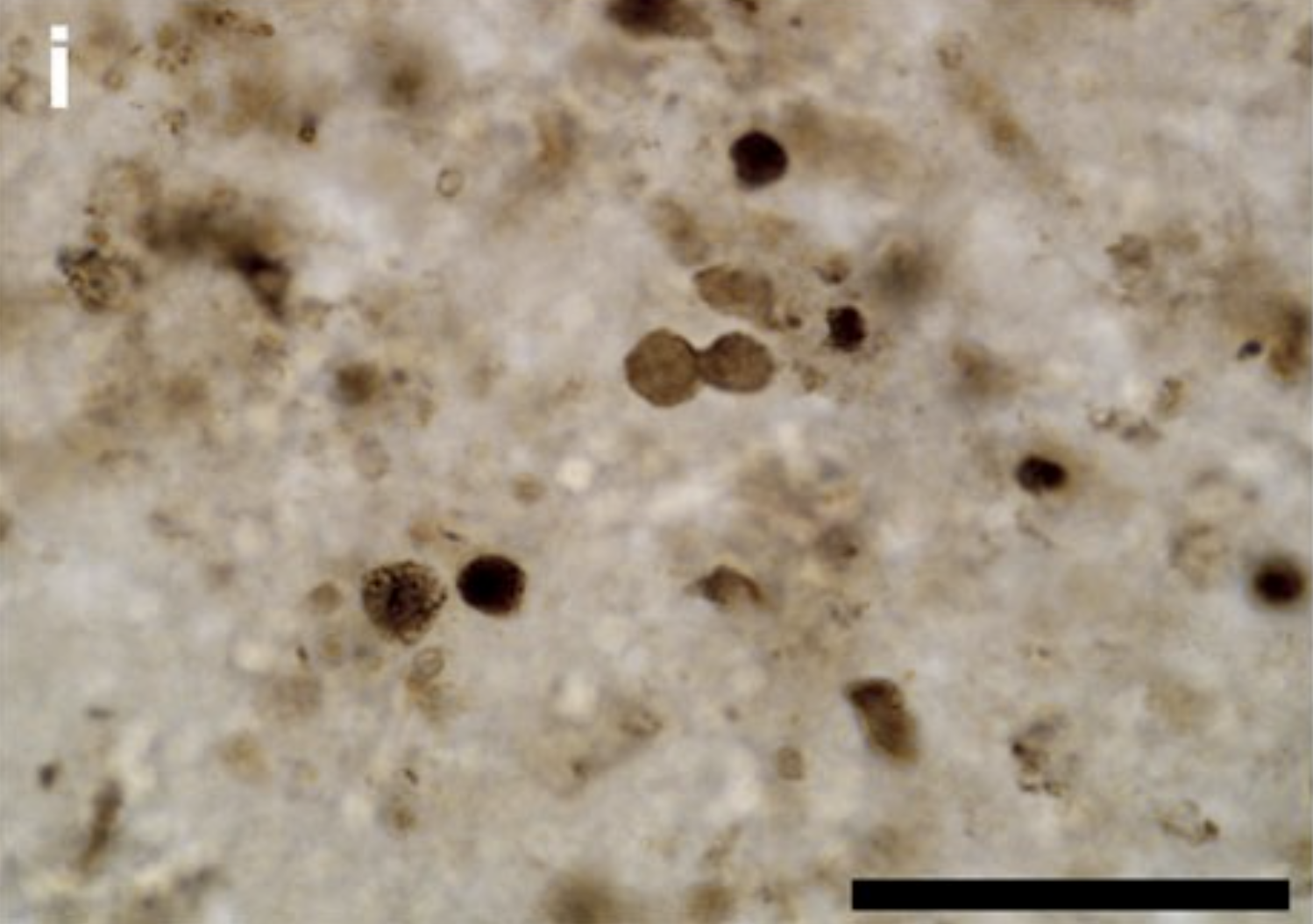
Bolvormige microfossielen in een monster uit de Gunflint Chert. De schaalbalk is 50 μm lang. Permineralisatie met silica.

## Fossiele biota
De ontdekking van microfossielen in de Gunflint Chert door de geoloog Stanley A. Tyler in 1953 veroorzaakte een sensatie. Tyler bestudeerde monsters van de donkere, anoxische lagen onder de microscoop en ontdekte dat er ronde en staafvormige lichamen in voorkomen, die sterk op hedendaagse bacteriën lijken. Hij liet zijn vondst zien aan Elso S. Barghoorn, een geoloog verbonden aan Harvard. Deze bevestigde dat het om fossielen van microscopische levensvormen ging. De twee onderzoekers publiceerden hun bevindingen in 1965 in Science. Het was niet de eerste ontdekking van microfossielen uit het Precambrium: die eer gaat naar Charles Walcott in 1883. Noch zijn de Gunflintfossielen de oudst bekende fossielen: sindsdien zijn veel oudere fossielen gevonden. Maar de ontdekking was van belang omdat Walcotts vondsten niet algemeen werden aanvaard.
De in de Gunflint Chert gevonden microfossielen zijn alle rond de 5-10 micrometer in diameter. Er zijn verschillende vormen gevonden. Bolvormige fossielen zoals Eosphaera doen aan kokken denken, terwijl Entospaeroides een langwerpige buisvorm had. Sommige fossielen van Entosphaeroides hebben lichaampjes die aan tegenwoordige endosporen doen denken. 
Gunflintia is het meest voorkomende fossiel in de Gunflint Chert. Het waren buisvormige, langwerpige prokaryoten, die vaak in onderling vlechtende kolonies in stromatolieten groeiden. Gunflintia heeft soms een laagje ijzeroxide rond de celwand. Dit doet denken aan hedendaagse ijzertolerante of ijzeroxiderende bacteriën als Leptothrix.
Kakabekia heeft een merkwaardige parapluvorm en komt overeen met een hedendaagse zeldzame soort prokaryoten die tolerant zijn voor ammonia (NH3). 
Veel van de in de Gunflint Chert gevonden microfossielen komen uit stromatolieten, wat waarschijnlijk betekent dat ze in de bentische zone leefden. Fossielen zijn echter niet beperkt tot stromatolieten: andere zijn "los" in de zwarte vuursteenlagen gevonden. De structuur van de microfossielen doet vermoeden dat ze aeroob en lithotroof waren, maar het is zonder biomarkers onmogelijk iets met zekerheid over de stofwisseling van de fossielen te zeggen. Het kunnen ook (fotosynthetische) blauwalgen zijn geweest.